# كارمين فيلا
كارمين فيلا (بالإسبانية: Carmen Vela)‏ هي عالمة إسبانية، ولدت في 25 مارس 1955 في سيغونثة في إسبانيا.